# Haworthia odetteae
Haworthia odetteae är en grästrädsväxtart som beskrevs av Ingo Breuer. Haworthia odetteae ingår i släktet Haworthia och familjen grästrädsväxter. Inga underarter finns listade i Catalogue of Life.